# Cymadusa compta
Cymadusa compta är en kräftdjursart som först beskrevs av Sidney Irving Smith 1873.  Cymadusa compta ingår i släktet Cymadusa och familjen Ampithoidae. Inga underarter finns listade i Catalogue of Life.